# بوكانون
بوكانون قرية جزائرية، تقع في أقصى الشمال الغربي لولاية تلمسان في الجزائر. تحدها شمالا دائرة مرسى بن مهيدي وغربًا مدينة أحفير المغربية وجنوبًا دائرة باب العسة وشرقًا قرية اربوز . بوكانون أكبر تجمع سكني في بلدية مسيردة الفواقة وتابعة إداريًا لدائرة مرسى بن مهيدي.